# Leo Wright
Leo Nash Wright (* 14. Dezember 1933 in Wichita Falls, Texas; † 4. Januar 1991 in Wien) war ein US-amerikanischer Jazz-Musiker (Holzblasinstrumente).

## Leben und Wirken
Nach dem Studium an der San Francisco State University und bei John Hardee hatte Leo Wright erste Jobs bei Saunders King, Dave Pike und Charles Mingus. Dizzy Gillespie nahm den vielseitigen Bläser, der das Altsaxophon, die Klarinette und alle Flöten gleich gut beherrschte, für zwei Jahre von 1959 bis 1961 in sein Quintett auf. 1963 wirkte er am Album Soul Sisters der Organistin Gloria Coleman mit. Mit Gillespies Big Band tourte er auch durch Europa. Hier wurde er nach seiner Übersiedlung zum gefragten Session- und Big-Band-Musiker. Berlin wurde seine Heimat – und hier besonders der Blue Note Club. Die kommerziellen Jobs bei Paul Kuhn in der SFB Big Band sowie die Gastauftritte bei Tourneen amerikanischer Kollegen sicherten ihm den Lebensunterhalt für die Familie und die Anerkennung unter den Kollegen. Er kehrte für Plattenaufnahmen häufiger in die USA zurück und spielte mit Brother Jack McDuff, Jimmy Witherspoon, Lalo Schifrin und im Orchestra U.S.A.
Er ist auch auf dem von Joachim Ernst Berendt 1968 produzierten Alto-Summit mit Phil Woods, Lee Konitz und Pony Poindexter zu hören.
1975 heiratete er in Berlin die Wiener Sängerin und Tänzerin Petronella Vasicek, mit der er in den 1980er Jahren an die Donau übersiedelte. Als Elly Wright ist seine Witwe auch heute noch als Jazzsängerin und Pädagogin tätig und gibt das von Leo Wright erworbene Wissen um „Swing and time and all that Jazz“ an die jüngere Generation weiter.

## Diskografie
- Blues Shout Atlantic LP(SD)1358 (auch als CD erschienen)
- Suddenly the Blues Atlantic LP(SD)1393 (auch als CD erschienen)
- Jazz Live at „Jazz bei Freddy“ - (Wunderteam Productions - 1977) mit Fritz Pauer, Jimmy Woode, Tony Inzalaco
- Soul Talk Vortex 2011
- Alto Summit (mit Lee Konitz, Phil Woods, Pony Poindexter, Steve Kuhn, Palle Danielsson und Jon Christensen) (MPS, auch als CD erschienen)
- Flute + Alt Sax = Leo Wright Amiga (DDR) 855056
- Modern Jazz Studio Nr. 4 Amiga 855215
- It’s all Wright BASF (D) 20.21375-7